# Елизаветовка (Днепропетровская область)
Елизаветовка (укр. Єлизаветівка) — село в Петриковском районе Днепропетровской области Украины. Является административным центром Елизаветовского сельского совета, в который не входят другие населённые пункты.
Код КОАТУУ — 1223780801. Население по переписи 2001 года составляло 2439 человек.

## Географическое положение
Село Елизаветовка находится на правом берегу реки Орель, в 5-и км от Каменского водохранилища, выше по течению на расстоянии в 2,5 км расположено село Сотницкое, на расстоянии в 2,5 км расположены пгт Куриловка и микрорайон Левый Берег города Каменское. Вокруг села несколько озёр.
Через село проходит автомобильная дорога -. Рядом проходит железная дорога, станция Каменское-Левобережный в 2-х км.

## История
- Первые упоминания о поселении людей на территории современного села Елизаветовка относят к 1554 году и связывают с именем Дмитрия Вишневецкого.
- В 1886 году в селе проживало 2052 человека в 375 дворах. Здесь были волостная управа, православная церковь, школа, земская почтовая станция, 3 ярмарки. Слобода была центром Лисаветовской первый волости Новомосковского уезда.
- В 1989 году в селе проживало примерно 2500 человек.
- В 2009 году население — 2581 человек, хозяйств — 1071.

## Экономика
- ЧАО «Орель-Лидер».
- База отдыха «Заимка».
- Тепличный комбинат «Днепровский».
- ГП «Мега Пак».
- ООО «Гарт».
- ООО «Собрание-Про-Юг».
- Хлебзавод № 3.
- ООО «ИСП ДИПНЕТ»

## Объекты социальной сферы
- Школа.
- Детский сад.
- Амбулатория.
- Клуб.

## Достопримечательности
- Братская могила советских воинов.

## Известные люди
- Дубина Олег Викторович 1959) — украинский государственный деятель. С 24 декабря 2007 года по 2 марта 2010 — председатель правления НАК «Нафтогаз Украины».
- Оровецкий Павел Андреевич (1905-1976) - украинский писатель, автор повестей "Сердце солдата" (1958), "Рубиновый луч" (1965), "Гибель Полоза" (1969), романов "Вторая встреча" (1960), "Глубокая разведка "(1963)," Берега жизни "(1971), сборников очерков и др. В переводе на русский язык изданы "Вторая встреча" (М., 1962); "Живет солдат" (М. 1966).